# Antônio Simões
Antônio Eduardo Alegria Simões (Río de Janeiro, 10 de febrero de 1941) es un jinete brasileño que compitió en la modalidad de salto ecuestre. Ganó una medalla de oro en los Juegos Panamericanos de 1967, en la prueba por equipos.

## Palmarés internacional
| Juegos Panamericanos | Juegos Panamericanos | Juegos Panamericanos | Juegos Panamericanos |
| Año                  | Lugar                | Medalla              | Categoría            |
| -------------------- | -------------------- | -------------------- | -------------------- |
| 1967                 | Winnipeg (Canadá)    | Medalla de oro       | Por equipos          |